# Хазратбал
Святыня Хазратбал (кашмир.: हज़रतबल, حضرت بل, буквально: Величественное Место) — мечеть в Шринагаре, Кашмир, Индия. Есть легенда, которая, как полагают много мусульман Индии, и есть правда — мечеть построена, как хранилище волоса пророка Мухаммеда.

## Архитектура и история
Святыня расположена на левом берегу озера Дал в Шринагаре и считается главной мусульманской святыней Кашмира. Святыня известна многими названиями, включая Хазратбал, Ассар Шариф, Мадинат-ус-Сани, или просто Дарга Шариф.
Смотрители святыни известны как Nishandehs.